# Werner Chory
Werner Chory (* 5. November 1932 in Gogolin; † 24. August 1991 in Bonn) war ein deutscher Verwaltungsjurist. Er war von 1978 bis 1982 Staatssekretär im Niedersächsischen Sozialministerium und von 1982 bis 1991 Staatssekretär im Bundesfamilienministerium.

## Leben

### Herkunft und Ausbildung
Chory war römisch-katholisch und stammte aus einer oberschlesischen Apothekersfamilie, welche durch den Krieg aus ihrer Heimat vertrieben wurde und nach Kriegsende nach Westfalen umsiedelte. Er heiratete Gerda, geb. Pfau, und hatte eine Tochter.
Das Abitur legte er 1953 in Coesfeld ab und studierte danach Rechtswissenschaften in Münster. Das Studium unterbrach er in den Jahren 1954 und 1955 für eine landwirtschaftliche Lehre und setzte es danach fort, sodass er 1958 und 1963 die beiden juristischen Staatsprüfungen ablegte. Seit 1956 war er Mitglied der katholischen Studentenverbindung KDStV Alemannia (Greifswald) Münster im CV.

### Laufbahn
Werner Chory begann seinen Berufsweg im Jahr 1963 als wissenschaftliche Hilfskraft und Vorberichterstatter beim Bundesarbeitsgericht in Kassel. Er war danach von 1965 bis 1970 zunächst in den Referaten für Eigentum und Vermögensbildung, Betriebliche Sozialpolitik, Verbindung zu Gewerkschaften, Freien Berufen und Arbeitgeberverbänden und im Haushaltsreferat des Bundesministeriums für Arbeit und Sozialordnung tätig. Anschließend wechselte er als Referent für Sozialpolitik und Umweltschutz in die Vertretung des Landes Rheinland-Pfalz beim Bund in Bonn, wo er sechs Jahre bis 1976 arbeitete. Im Anschluss war er von 1976 bis 1978 Leiter der Zentralabteilung des Ministeriums für Soziales, Gesundheit und Sport des Landes Rheinland-Pfalz.
Chory wechselte im Juni 1978 als Staatssekretär unter Minister Hermann Schnipkoweit (CDU) in das Niedersächsische Sozialministerium. Im Zuge der Bildung des Kabinettes Kohl I im Jahr 1982 folgte Chory dem Ruf von Bundesminister Heiner Geißler (CDU), welcher Chory bereits aus dem rheinland-pfälzischen Sozialministerium kannte, und Chory wurde Staatssekretär im Bundesministerium für Jugend, Familie und Gesundheit in Bonn. Auch unter den folgenden Bundesministerinnen Rita Süssmuth (CDU) und Ursula Lehr (CDU) blieb er im Amt. Ab 1986 beherbergte das Bundesministerium zudem das Frauenressort und hieß seitdem entsprechend Bundesministerium für Jugend, Familie, Frauen und Gesundheit. Als Staatssekretär war er maßgeblich an der Neuregelung der Kriegsdienstverweigerung des Zivildienstes, des Familienlastenausgleiches, der Einführung des Erziehungsgeldes und -urlaubes und der Gründung der Bundesstiftung Mutter und Kind beteiligt.
Das bisherige Bundesministerium wurde nach der Wiedervereinigung und den ersten gesamtdeutschen Wahlen im Dezember 1990 sowie der im Januar 1991 gefolgten Regierungsumbildung aufgeteilt. Es wurde in das Bundesministerium für Familie und Senioren von Bundesministerin Hannelore Rönsch (CDU) und das Bundesministerium für Frauen und Jugend von Angela Merkel (CDU) aufgeteilt. Chory wurde Bundesministerin Merkel, welche bis dahin wenig Erfahrung in der bundesdeutschen Ministerialbürokratie hatte, weiterhin als Staatssekretär zur Seite gestellt. Werner Chory verstarb nach langer Krankheit am 24. August 1991 und Willi Hausmann beerbte ihn als Staatssekretär im Bundesministerium für Frauen und Jugend.

### Parteipolitik
Chory trat 1968 in die CDU ein und war Mitglied der Sozialausschüsse der Christlich-Demokratischen Arbeitnehmerschaft (CDA).

## Auszeichnungen
- Bundesverdienstkreuz 1. Klasse (1985)
- Großes Bundesverdienstkreuz (1989)